# Дражо Стоянов
Дражо Стоянов (роден на 16 май 1953 г.) е български футболист, вратар. По време на състезателната си кариера играе за Черноморец (Бургас), ЦСКА (София) и Нефтохимик (Бургас). Общо има 67 мача в А група и 304 мача с 1 гол в Б група.

## Биография
Стоянов започва състезателната си кариера в Черноморец (Бургас). За година и половина записва 11 мача в А група. През януари 1973 г. преминава в ЦСКА (София). Дебютира за „армейците“ на 14 април 1973 г. при победа със 7:1 срещу Волов (Шумен), заменяйки в 60-ата минута Стоян Йорданов. До края на сезона изиграва общо 4 мача и става шампион на България. Заради голямата конкуренция на Йорданов и Йордан Филипов обаче не успява да се утвърди в състава. През следващия сезон 1973/74 записва 2 мача в първенството, след което се завръща в родния си клуб.
Вторият престой на Стоянов в Черноморец продължава 6 сезона до 1980 г. В тях записва 50 мача в А група и 27 мача в Б група. През лятото на 1980 г. преминава в градския съперник Нефтохимик. Играе за отбора в продължение на 10 години. Рекордьор по мачове за Нефтохимик в Б група – 277, като на сметката си има и един отбелязан гол във втория ешелон.

## Успехи
ЦСКА (София)
- А група:
  -  Шампион: 1972/73

- Национална купа:
  -  Носител (2): 1972/73, 1973/74